# 澳門死刑制度
澳门已于1886年正式废除死刑，该决定在1995年《澳门刑法典》中重申，其最后一次死刑判决是在19世纪下达的。澳门现行法律体系中最长的刑期是30年。

## 历史
澳门地区自秦朝开始为中国领土，刑罚制裁中一直包括死刑。1557年被葡萄牙租借后至19世纪末的300多年间，澳门仍沿用明清两代的法律，刑罚制裁中也包括死刑。1867年，葡萄牙政府废除死刑，并于1870年6月9日的法令中将废除死刑的原则延伸至包括澳门在内的海外属地和殖民地。1886年，葡萄牙政府彻底将澳门法域殖民化，《葡萄牙刑法典》颁布并同时在澳门实施，澳门因此正式废除死刑。
1995年，专门为澳门制定了《澳门刑法典》，其中并未设置死刑和终身监禁，并且在39条特别规定不得设立死刑。该法典自1996年正式实施。
1999年，澳门回归中华人民共和国成为澳门特别行政区，但根据“一国两制”的原则，澳门保留了司法独立，以原葡澳法律为基础制定了包括澳门基本法在内的一套法律体系，与葡萄牙的法律体系结构相似。尽管中华人民共和国实行死刑，澳门回归中华人民共和国后选择维持其无死刑政策。

## 引渡争议
尽管澳门禁止死刑，但仍允许将犯人移交中国内地，以及引渡给其他适用死刑的国家或地区。
2019年香港的抗议活动引发了对由特别行政区移交罪犯给中国内地问题的质疑。少數澳门活动人士也加入了香港的抗议活动。